# Harry Potter: Hogwarts Tournament of Houses
Harry Potter: Hogwarts Tournament of Houses é um game show que foi ao ar na TBS e Cartoon Network de 28 de novembro a 19 de dezembro de 2021. Apresentado por Helen Mirren, o show foi pensado como uma homenagem em comemoração ao 20.º aniversário da série de filmes Harry Potter. O programa reúne quatro trios competindo para responder perguntas triviais sobre o universo de Harry Potter, a fim de levar para casa o título de Campeão da Taça das Casas e ganhar prêmios.

## Formato
O programa é uma competição de curiosidades baseada em conteúdo relacionado a Harry Potter. Apresenta quatro equipes de três fãs de Harry Potter, cada uma representando uma casa de Hogwarts (Grifinória, Lufa-Lufa, Corvinal e Sonserina), competindo entre si para ganhar o título de Campeão da Taça das Casas.
A equipe vencedora também recebe prêmios, incluindo uma maratona de compras de US$ 1.000 na Harry Potter Store New York, ingressos para a produção da Broadway de Harry Potter e a Criança Amaldiçoada no Lyric Theatre na cidade de Nova Iorque e exibição antecipada do filme Animais Fantásticos: Os Segredos de Dumbledore.

## Episódios
| N.º | Título                      | Exibição original      |
| --- | --------------------------- | ---------------------- |
| 1 | "Gryffindor vs. Hufflepuff" | 28 de novembro de 2021 |
| Estrelas convidadas incluem Pete Davidson, Simon Fisher-Becker, Matthew Lewis, Luke Youngblood e Trey Sartorius. |                             |                        |
| 2 | "Slytherin vs. Ravenclaw"   | 5 de dezembro de 2021  |
| Estrelando Tom Felton, Shirley Henderson, Jay Leno e Luke Youngblood. |                             |                        |
| 3 | "The Wildcard Round"        | 12 de dezembro de 2021 |
| As duas casas que perderam as primeiras rodadas competem entre si por uma vaga na grande final. Estrelas convidadas incluem Matthew Lewis, Tom Felton, Dan Fogler e Luke Youngblood. |                             |                        |
| 4 | "The Grand Finale"          | 19 de dezembro de 2021 |
| A final incluirá muitas perguntas sobre o mundo bruxo, diversas estrelas convidadas e trechos clássicos dos filmes para determinar o vencedor do troféu inaugural do Torneio das Casas de Hogwarts. Estrelas convidadas incluem Simon Fisher-Becker, Tom Felton, Harry Taylor e Luke Youngblood. |                             |                        |

## Lançamento
Harry Potter: Hogwarts Tournament of Houses foi transmitido pela TBS e Cartoon Network de 28 de novembro a 19 de dezembro de 2021.
O programa também foi lançado em várias plataformas internacionalmente, incluindo Crave no Canadá, Sky Max e Now no Reino Unido e Irlanda, HBO Max na América Latina, e Boing na Espanha.

## Recepção

### Resposta da crítica
Tara Bennett, do IGN, deu quatro estrelas à série, chamando-a de "uma celebração divertida e, às vezes, desafiadora, de todas as coisas Potter ".
Anita Singh, do The Daily Telegraph, atribuiu uma estrela, afirmando que foi o "pior papel" da carreira de Helen Mirren, e que "este teste de Harry Potter terrivelmente americanizado e constrangedor é abismal em todos os sentidos".

### Prêmios e indicações
| Ano  | Premiação                                      | Categoria                                                                                | Indicado(s)                                   | Resultado | Ref.   |
| ---- | ---------------------------------------------- | ---------------------------------------------------------------------------------------- | --------------------------------------------- | --------- | ------ |
| 2022 | Art Directors Guild Awards                     | Excelência em Design de Produção para uma Série de Variedade, Realidade ou Competição    | John Janavs (por "Gryffindor vs. Hufflepuff") | Venceu    | [ 18 ] |
| 2022 | Children's and Family Emmy Awards              | Melhor Apresentador                                                                      | Helen Mirren                                  | Venceu    | [ 19 ] |
| 2022 | Children's and Family Emmy Awards              | Melhor Design de Iluminação para um Programa Ao Vivo                                     | Simon Miles                                   | Venceu    | [ 19 ] |
| 2022 | Hollywood Critics Association TV Awards        | Melhor Reality Show ou Série de Competição de Televisão a Cabo                           | Harry Potter: Hogwarts Tournament of Houses   | Indicado  | [ 20 ] |
| 2022 | Make-Up Artists and Hair Stylists Guild Awards | Melhor Estilo de Cabelo de Época e/ou de Personagem                                      | Troy Zestos e Johnny Lomeli                   | Indicado  | [ 21 ] |
| 2022 | Producers Guild of America Awards              | Melhor Programa Infantil                                                                 | Harry Potter: Hogwarts Tournament of Houses   | Indicado  | [ 22 ] |
| 2022 | Set Decorators Society of America Awards       | Melhor Realização em Decoração/Design de uma Série de Variedade, Realidade ou Competição | Heidi Miller e John Janavs                    | Venceu    | [ 23 ] |